# Raymond Bélisle
Pour les articles homonymes, voir Bélisle.
Raymond Bélisle est un acteur québécois originaire de Mont-Joli dans le Bas-Saint-Laurent, né en 1945 et décédé le 28 novembre 2010, à l'âge de 65 ans des suites d'un cancer du poumon.

## Biographie
Il s'est fait notamment remarquer dans le rôle de Clément Veilleux, également nommé le boucher de Baie d'Esprit, un personnage clé de la série Cormoran. Sa carrière a commencé vers la fin des années 1960. Au cours des années 1980, il a poursuivi sa carrière au Canada anglais, pour revenir par la suite au Québec vers 1989, année où le tournage de Cormoran a commencé. 
Il a joué quelques scènes dans la série Les filles de Caleb. En 1999, dans la série Virginie, il a fait une courte apparition, jouant le rôle d'un déplaisant vétérinaire. 
Au cours de sa vie, Raymond Bélisle fut le conjoint de Dyne Mousso, mère de l'actrice Katerine Mousseau ayant joué à ses côtés dans la série Cormoran.
Il a étudié au Séminaire de Rimouski de 1964 à 1966.
M. Bélisle repose au cimetière de Mont-Joli dans le lot familial.

## Filmographie
- 2000 : Maelström
- 1999 : 4 et demi (série télévisée) : saison 6 épisode 20 Ernest Nadeau
- 1997 : Le volcan tranquille (série télévisée) : Ulysse Saint-Janvier
- 1996 : Les héritiers Duval (série télévisée) : M. Matteau
- 1995 : Les grands procès (série télévisée) : Constable Beaulieu
- 1993 : Là tu parles! (série télévisée) : Claude Gélinas
- 1992 : Requiem pour un beau sans-cœur : Gaston Beaudoin
- 1991 : Les filles de Caleb (série télévisée) : Ben
- 1990 : Cormoran (série télévisée) : Clément Veilleux
- 1974 : La Petite Patrie (série télévisée) : Détective